# Мамут, Ярроу
Яроу Мамут (англ. Yarrow Mamout) — африканец-мусульманин, который 44 года пробыл в рабстве в Мэриленде и Виргинии, в 1796 году получил свободу, а через четыре года приобрёл себе дом в Джорджтауне (на Дент-Плейс 3324).

## Биография
Он родился в регион Фута-Джаллон. Ярроу Мамут был образованным мусульманином-фулани. Он мог читать и писать на арабском языке. В 16-летнем возрасте его и его сестру взяли в плен, продали в рабство и привезли в Аннаполис в 1752 году, Мамут, мусульманин, умел читать и писать по-арабски, а также писать свое имя на английском языке. Его купил плантатор по имени Сэмюэль Билл (Samuel Beall). Мамут был в услужении у Билла, а затем у его сына Брука, который жил в Джорджтауне. После 44 лет рабства, в 60 лет Мамут получил свободу. Он зарабатывал деньги для себя, даже будучи рабом, и через несколько лет после освобождения приобрел дом в Джорджтауне. Заработанных денег ему хватило не только на то, чтобы приобрести недвижимость, но и чтобы стать финансистом и давать ссуды белым бизнесменам.
Ему принадлежал пакет акций банка Колумбия в Джорджтауне (Columbia Bank of Georgetown). Впрочем, вряд ли Мамут посещал собрания акционеров. При этом «таверна, где проходили собрания акционеров, также служила местом работорговли». Участок земли на Дент-Плейс — это все, что осталось до наших дней от собственности Мамута. Бревенчатый дом, в котором он жил, не сохранился. После Гражданской войны на его месте построили деревянный каркасный дом, который простоял до 2013 года, пока на него не упало дерево.